# Фок, Йенё
Йенё Фок (венг. Fock Jenő; 17 мая 1916, Будапешт — 22 мая 2001, Будапешт) — партийный и государственный деятель Венгрии, премьер-министр Венгрии в 1967—1975 годах.

## Биография
В 1932 году вступил в ряды коммунистической партии. За коммунистическую деятельность в годы Второй мировой войны находился в заключении с 1940 по 1943 год.
После образования Венгерской народной республики в 1952—1954 годах занимал должность министра металлургии. В 1957 году стал секретарем ЦК Венгерской социалистической рабочей партии, а в 1961 году вице-премьером. С 1957 по 1980 год, он также являлся членом Политбюро ЦК ВСРП.
14 апреля 1967 года стал преемником Дьюлы Каллаи на посту премьер-министра. Во время своего пребывания в должности тщетно пытался ввести в экономику некоторые рыночные элементы. Однако эти попытки не увенчались успехом, так как этому противодействовали члены Варшавского договора и СЭВ. В результате Фок 15 мая 1975 года подал в отставку (официально — по состоянию здоровья), новым председателем Совета министров стал Дьёрдь Лазар.
В 1945—1947, 1958—1967 и 1971—1985 годах был депутатом Национального Собрания Венгрии. Позже был президентом Ассоциации технических и профессиональных обществ.
После смены режима жил в уединении.